# Šumná (powiat Znojmo)
Šumná – gmina w Czechach, w powiecie Znojmo, w kraju południowomorawskim. Według danych z dnia 1 stycznia 2013 liczyła 613 mieszkańców.